# Ichneumon incrassatus
Ichneumon incrassatus là một loài tò vò trong họ Ichneumonidae.